# Krøyerkugler
Krøyerkugler, som er opkaldt efter ingeniøren Karl Krøyer, er betegnelsen for nogle små kugler med mikrocellestruktur fremstillet af en særlig skumplasttype.
Baggrunden var, at Krøyers virksomhed hævede et fragtskib, som var sunket med ca. 5.000 får i 1964 i Kuwaits havn. Til det brugte han skumplastkugler som opdriftsmiddel (Styropor), der få årtier forinden var opfundet af BASF i Tyskland.
Begivenheden fik navnlig i Danmark megen medieomtale og efterhånden blev disse særlige kugler betegnede som "Krøyerkugler". Materialet til kuglerne er siden udviklet til at være velegnet til mange andre formål som for eksempel indenfor bl.a. boligindretning og sundhedssektoren.
Med basis i plastmaterialet EPS (ekspanderet polystyren) dækker navnet Krøyerkugler over et højmolekylært polystyrenplast, der har gennemgået en ekspansionsproces under indflydelse af pentan. Efterfølgende "Coating" og varmebehandling og en speciel hærdeproces gør at Krøyerkuglerne får stor mekanisk styrke, formstabilitet og gode langtidsegenskaber ved dynamisk anvendelse.
Krøyerkuglernes store slid- og trykstyrke som er meget vigtige parametre for kvalitetsniveauet distancerer dem fra andre kugler som fx isoleringskugler, der er lette, indeholder flammehæmmere og kun beregnet til statisk brug. Desuden gør Krøyerkuglernes unikke former og overflader sammen med størrelsesfordelingen at det fyldte krøyermøbel får en behagelig pasform under brug.
I dag anvendes Krøyerkugler med størrelser fra 1 mm til 5 mm, i særlige tilfælde 15 mm, som fyld i ammepuder, sækkestole, Bean Bags, designermøbler, hundepuder, Fix Cushions og som terapihjælpemidler.